# ديك باري
ديك باري (بالإنجليزية: Dick Barry)‏ هو محامي وسياسي أمريكي، ولد في 9 فبراير 1926، وتوفي في 22 مايو 2013. حزبياً، نشط في الحزب الديمقراطي. وقد انتخب عضو مجلس نواب تينيسي.